# Mohamed Mojahid
 (février 2021).
 (février 2021).
Il peut être nécessaire de l'améliorer pour respecter le principe de neutralité de point de vue. 

Mohamed Mojahid est un boxeur marocain, né le 1er janvier 1977 à Marrakech.

## Biographie

### Famille
Sa famille est originaire de la ville de Taza. Il a grandi dans un milieu modeste.
Son père était lieutenant dans l’armée marocaine, tout comme son grand-père, également résistant marocain. Comme les membres de sa famille avant lui, il a souhaité intégrer l'armée marocaine ou la Sûreté Nationale, mais les circonstances[Lesquelles ?] l'en ont empêché.
Il est marié et père de trois enfants.

### Carrière
Pendant sa carrière, Mohamed Mojahid a participé à 250 combats professionnels. Il est connu par des coups rapides, surtout avec les jambes. Il a la capacité de surprendre son adversaire. Il est surnommé "lightning". Et ce pendant ses championnats du monde en tant que WAKOPRO et CAPILA.[Quoi ?]
Selon son entraîneur" le champion Mohamed Mojahid, subissait des entraînements sévère et cruelle, pendant les préparations de ses combats, car il était capable de contrôler son poids sur les catégories dans laquelle il allait jouer,.
Il a créé une chaîne, MFC Champion, pour enseigner les arts martiaux et proposer des actions caritatives.

## Distinction et palmarès
- 250 combats professionnels internationaux[3].
- 4 fois champion du monde en K1, en Kickboxing et en Muay-thai pour les années 2004, 2005[4], 2007 et 2009[5].
- 5 fois successives champion d'Europe en K1, en  Kickboxing et en Muay-thai pour les années 2004[6], 2005, 2006[7], 2007 et 2008[8].
- Qualifications des champions européens, Tokyo Champions Cup.
- 26 titres nationaux, dont les championnats du Sud et du Maroc, et les championnats semi-professionnels entre 1990 et 2001.

## Diplômes
- Certificat d'arbitrage international.
- Certificat d'entraîneur en auto-défense krav maga.
- Certificat d'armes à feu de l'école Unione Italiana Tiro, à Sengo.
- Certificat de ceinture noire de quatrième degré en K1 et Kickboxing.